# НВК «Саха»
Национальная вещательная компания «Саха» (ранее — ГНТРК) — якутская телерадиокомпания, начавшая вещание в 1992 году. С 2010 года «НВК-Саха» является активным членом «Национальной ассоциации телерадиовещателей» (НАТ). Решением Федеральной конкурсной комиссии по телерадиовещанию от 22 декабря 2021 года телеканал выбран обязательным общедоступным региональным телеканалом («22-я кнопка») Республики Саха (Якутия).

## История
Национальная вещательная компания «Саха» была создана Указом Президента РС (Я) 3 марта 1992 г. и является правопреемником Государственного комитета Якутской АССР по телевидению и радиовещанию (Указ Президента Республики Саха (Якутия) № 86 от 3 марта 1992 года). 8 октября 1963 года вышла первая регулярная программа на якутском телевидении. Эта дата считается отправной точкой теле-радио вещания в республике.
37 филиалов и корпунктов компании работают во всех 34 районах и улусах республики, а также в Москве, в Санкт-Петербурге, Хабаровске и в Пекине. Программы НВК «Саха» транслируются на всю территорию Республики Саха (Якутия). Охват телевизионной аудитории 99,7 % населения РС(Я), радио аудитории 98 % населения. НВК «Саха» обладает вещательными лицензиями на телеканалах НВК «Саха», «Якутия 24» и «Мамонт», а также на радиостанции «Радио Тэтим» («Саха араадьыйата»). Вещание ведется на двух государственных языках Республики Саха (Якутия): русском и якутском, а также на языках коренных малочисленных народов Севера — эвенском, эвенкийском, юкагирском.
За последние годы в НВК «Саха» проведена серьезная работа по укреплению материально-технической базы и повышению творческого потенциала коллектива. Масштабная модернизация производства позволила НВК «Саха» перейти на новый качественный уровень теле- и радиовещания.
11 ноября 2011 — эта дата вошла в историю якутского телевидения. В этот день состоялись три знаменательных события: завершение реконструкции редакторского корпуса, запуск аппаратно-студийного блока «Новости» и аппаратно-программного блока. Именно эти события стали базой, материальной и технической основой для выхода на круглосуточное вещание. 8 октября 2013 года было сдано в эксплуатацию здание нового студийного павильона площадью более 300 квадратных метров. В последующие два года шла работа по оснащению современным высококачественным оборудованием нового аппаратно-студийного блока (АСБ-5). 21 сентября 2015 года аппаратно-студийный блок введен в эксплуатацию.
2013 год — юбилейный год в истории якутского телевидения. В рамках юбилея в компании 8 октября был открыт открыт сквер и памятник нашему славному земляку, журналисту, Герою Советского Союза Николаю Алексеевичу Кондакову. 1 ноября 2013 года запустили в столице круглосуточный канал «Саха 24», который ориентирован на городскую аудиторию. Саха 24" вещал в промышленных районах и городах Нерюнгри, Мирный, Ленск, Алдан. Расширяется аудитория этих телеканалов. Как показывают социологические опросы, больше 60 % населения Республики Саха (Якутия) информацию о жизни и деятельности республики получают через НВК «Саха».
7 ноября 2015 года отмечается 85-летия Якутского радиовещания. Все начиналось со знакомых всем с детства слов: «Говорит Якутск», которые впервые прозвучали на якутском и русском языках 7 ноября 1930 года. В эфире якутского радиовещания прозвучала первая передача с участием видных государственных деятелей Якутии. Для организации вещания было дано задание «установить помимо города Якутска, в селах Намцы, Покровск, Октемцы, Табага не менее 15 громкоговорителей». Эта дата и считается днем рождения Якутского радиовещания.
В ноябре того же года начато вещание музыкально-развлекательного телеканала «Мамонт».
Сегодня республиканское радио является одним из самых оперативных средств массовой информации Якутии и является единственным радиоканалом, работающим на всю республику.
В 2016 году телеканалы НВК «Саха» и «Саха 24» добавлены в сервис «Ростелеком» (Сахателеком).
В 2017 году гендиректором телеканала назначена Нина Харитонова.
В ноябре 2018 года генеральным директором НВК "Саха" был назначен Олег Марков. 
27 сентября 2017 года в 6:00 «Радио Саха» переименовано в «Радио Тэтим».
1 февраля 2018 года в 12:00 телеканал «Саха 24» прекратил вещание и было начато вещание телеканала «Якутия 24».
В феврале 2019 года впервые в своей истории команда НВК "Саха" выехала за пределы региона для организации трансляции соревнований первых зимних международных спортивных игр "Дети Азии" в Сахалине. 
2 мая 2020 года телеканалы НВК «Саха» и «Якутия 24» занесены в онлайн-сервис Wink (Ростелеком).
Осенью 2020 года у телеканала НВК «Саха» появилось собственное приложение Его скачали и установили 82 940 пользователей (на 27 февраля 2024 года).
В декабре 2021 года канал НВК "Саха" получил Серебряную кнопку Youtube. Канал имеет 155 тысяч подписчиков (на 27 февраля 2024 года). 
С 2022 года начата работа по дублированию и созданию мультфильмов на якутском языке. Герои популярных сериалов "Фиксики", "Малышарики", "Тима и Тома", "Три  кота", "Турбозавры", "Мимимишки" заговорили на языке саха. В 2023 году создан анимационный фильм "То:ку", состоящий из 30 серий. Также выпущен в свет 20-серийный мультфильм "Айтал уонна аптаах күүс".    
8 октября 2023 года было проведено торжественное мероприятие, посвященное 60-летию Якутского телевидения.  

## Программы собственного производства

### Информационные
- Итоги дня (по будням в 23:00)
- Саха сирэ (по будням в 6:00, 6:30, 7:00, 7:30, 8:00, 8:30, 10:00, 13:30, 16:00, 18:00 и 20:30)
- Якутия (по будням в 9:00, 9:30, 13:45 и 19:00, по выходным в 10:00 и 2:00 и ежедневно в 12:00)
- Саха сирэ. Kүнтэн күн (по субботам в 13:30 и 21:00)
- Якутия. Итоги недели (по воскресеньям в 13:30 и 21:00)
- Актуальное интервью (по будням в 15:45)

### Публицистические
- Репортаж
- Бу Дьокуускай (по будням в 11:30)
- Эйгэ (по будням в 12:15)
- Тэтим чааhа (с понедельника по среду и по пятницам в 14:00)
- Якутск сегодня (по будням в 16:15)
- Сэhэн сирэ (по понедельникам, средам и пятницам в 17:00 и по будням в 22:00)
- Дойдум дьоно (по будням в 17:45)
- Кэрэ кэпсээн (по субботам в 12:15)
- Истиҥ илдьит (по выходным в 18:15)
- Парламентский вестник (по воскресеньям в 7:15)
- Геван (по воскресеньям в 7:30)
- Саха итэҕэлэ (по воскресеньям в 8:30)
- Үүтээн кэпсээнэ (по воскресеньям в 22:00)
- Талбан (по понедельникам и средам в 19:15)
- Олох үөһүгэр (по вторникам и четвергам в 19:15)

### Познавательные
- Саха сатаабата суох (по будням в 10:15)
- Асчыттар (по будням в 10:45)

### Развлекательные
- Өркөн өй (по пятницам в 19:15)
- Айар — шоу (по воскресеньям в 22:30)
- Я — молодой (по пятницам в 21:00)
- Утро Якутии (по будням в 9:05 и 9:35)
- Саҥа күн (по будням в 6:05, 6:35, 7:05, 7:35, 8:05 и 8:35 и по субботам в 7:00)

### Музыкальные
- Бастыҥ клип (по пятницам в 21:45)
- Тыынҥаах дорҕоон (по воскресеньям в 20:00)

### Спортивные
- Тайм-аут (по четвергам в 14:00)

### Телевизионные сериалы
- 2017 г.
- «Ааспыт ааспат амтана»  Первый сериал, который снят по заказу НВК «Саха» сотрудниками компании.  Сценарий  Сардааны Сивцевой - Дааны Сард, режиссер – Марина Платонова, продюсер – Евгения Давыдова, оператор-постановщик – Петр Шестаков.  Количество серий – 16, хронометраж – 25 мин.  В ролях: артисты Саха театра Ирина Никифорова, Айаал Аммосов, Зоя Багынанова, Сергей Баланов; артисты театра Олонхо Мария Тастыгина, Василина Баланова, артистка театра Эстрады Валентина Романова - Чыскыырай и т.д.
- 2018 г.
- «Ааспыт ааспат амтана-2»  Сценарист – Сардаана Сивцева - Даана Сард, режиссер – Марина Платонова, продюсер – Евгения Давыдова, оператор-постановщик – Петр Шестаков.  Количество серий – 24, хронометраж – 38 мин. Эфир – ноябрь-декабрь 2018 г.  В ролях: артисты Саха театра Ирина Никифорова, Айаал Аммосов, Зоя Багынанова, Михаил Семенов, Сергей Баланов; артисты театра Олонхо Мария Тастыгина, Василина Баланова, Лена Оленова, артистка театра Эстрады Валентина Романова - Чыскыырай и т.д.
- «Сүлүһүннээх таптал» («Тайна одного лета»)  Сценарист – Сардаана Сивцева - Даана Сард, режиссер – Елена Эверстова, оператор-постановщик – Александр Слепцов, продюсер – Марфа Пермякова.  Количество серий – 16, хронометраж – 38 мин. Эфир – январь-февраль 2019 г.  В ролях: артисты Саха театра Надежда Ушницкая, Дмитрий Михайлов, Елизавета Потапова, артистка  Нюрбинского передвижного драмтеатра Майя Слепцова, а также Афанасий Карамзин, Алексей Ходулов, Надежда Заболоцкая и др.  
2019 г.
- Скетчком «Айуу, чэ!»  Количество серий, хронометраж – 25 мин. Эфир – апрель-май 2019 г.  Сценаристы – Сардана Плотникова, Аина Степанова, Лиза Прокопьева.  Режиссеры – Елена Эверстова, Радомира Афанасьева, монтаж - Марина Платонова, продюсер – Виктория Маркова.  Количество серий – 16, хронометраж – 25 минут.  В ролях: Евгений Тоскин, Евдокия Семенова, Антонина Алексеева, Мария Свинобоева, Айсен Тарасов, Инга Леонова.
- «Сүлүһүннээх таптал. Эргиллии» («Тайна одного лета. Возвращение»).  Сценарист – Сардаана Сивцева - Даана Сард, режиссер – Елена Эверстова, оператор – Гаврил Дьячков, продюсер – Марфа Пермякова.  Количество серий – 16, хронометраж – 38 мин. Эфир – ноябрь 2019 г.  В ролях: артисты Саха театра Дмитрий Михайлов, Александра Сивцева, артисты ТЮЗ  Георгий Бессонов, Никита Соловьев, Анна Флегонтова,Анастасия Иванова, а также Андрей Михайлов, Евгений Тоскин, Туйара Жиркова и др.
- «Иза уонна Лиза»  Сценарист - Сардаана Сивцева – Даана Сард. Режиссеры – Саймон Сергеев, Радомира Афанасьева, продюсер – Алена Антонова.  Количество серий – 16, хронометраж – 38 мин. Эфир – декабрь 2019 г.  В ролях: Люба Сизых, Юлия Хомподоева, Василий Миронов, Евдокия Семенова, Александр Борисов, Сардана Лыткина, Домна Уйгурова и др.
- «Күдээринэ күүрээн» (“Ложный пафос”)  Сценарист, режиссер – Марина Платонова, оператор-постановщик – Дмитрий Сергучев, продюсер – Марфа Пермякова.  Количество серий – 16, хронометраж – 38 мин. Эфир – январь-февраль 2020 г.  В ролях: Байтыкан Батаакап, Ильяна Павлова, Алдан Готовцев, Клавдий Афанасьев, Александра Сивцева, Саргылана Горохова, Айсен Лугинов и др.

- 2020 г.
- «Хаһан сайын буоларый...»  Сценарист – Сардаана Сивцева-Даана Сард, режиссер – Радомира Афанасьева, оператор-постановщик – Дмитрий Сергучев, продюсер – Марфа Пермякова.  Количество серий – 16, хронометраж – 38 мин. Эфир – октябрь 2020 г.  В ролях: Елизавета Потапова, Николай Софронеев, Ньургун Черов, Анастасия Петрова, Мария Дегтярева, Венера Софронеева, Андрей Слепцов и др.

- Сериал в жанре ситком «Офистар»  Сценарий  Георгия Матвеева, режиссеры – Иннокентий Орестов-Докторов, Елена Эверстова, оператор-постановщик – Гаврил Дьячков, продюсер – Марфа Пермякова.  Количество серий – 7, хронометраж – 25 мин. Эфир – ноябрь 2020 г.  В ролях: Юрий Босиков, Елена Маркова, Юрий Романов, Айыына Татаринова, Ньургустан Николаев, Аксиния Винокурова, Любовь Бакуменко, Георгий Матвеев, Матрена Евсеева, Николай Пшенников.

- «Олох диэн олох»  Сценарист – Сардаана Сивцева - Даана Сард, режиссер – Елена Эверстова, оператор-постановщик – Гаврил Дьячков, продюсер – Марфа Пермякова.  Количество серий – 16, хронометраж – 38 мин. Эфир – декабрь 2020 г.   В ролях: заслуженные артисты РС (Я) Дмитрий Михайлов, Елена Сергеева-Румянцева, Надежда  Ушницкая, народный артист Алексей Павлов, артисты театра Олонхо Мария Тастыгина, Андрей Соловьев, артисты ТЮЗ Сардана Вырдылина, Никита Соловьев, Анна Флегонтова и др.
- 2021 г.

- Сериал в жанре ситком «Дьоллоох буолуох»  Сценарист – Октябрина Шестакова, режиссер-постановщк – Марина Барашкова, оператор-постановщик – Дмитрий Сергучев, продюсер – Марфа Пермякова.   Количество серий – 16, хронометраж – 25 мин. Эфир – апрель 2021 г.  В ролях: Семен Ларионов, Айыына Слепцова, Валериан Говоров, Аина Михайлова, Евгений Слепцов и др.

- «Дьол тааһа»  Сценарист – Сардаана Сивцева – Даана Сард, режиссер – Марина Платонова, оператор-постановщик – Дмитрий Сергучев, продюсер – Марфа Пермякова  Количество серий – 16, хронометраж – 38 мин. Эфир – октябрь 2021 г.  В ролях: народные артисты РС (Я) Зоя Багынанова,  Анатолий Николаев, Петр Андреев, заслуженные артисты РС (Я) Домна Уйгурова, Кирилл Семенов, Василий Еремеев, артистка театра Олонхо Ольга Дорофеева, артисты ТЮЗ Евгений Шамаев, Елизавета Далбараева, Спартак Ларионов, Кирилл Рожин, артистка театра малочисленных народов Севера Ева Кузьменко, артисты театра эстрады Амгаяна Неустроева, Сайсары Степанова и др.

- «Хатаныы»  Сценарист – Сардаана Сивцева – Даана Сард, режиссер-постановщик – Радомира Афанасьева, оператор-постановщик – Гаврил Дьячков.  Количество серий – 16, хронометраж – 38 мин. Эфир – ноябрь 2021 г.   В ролях: заслуженная артистка РС (Я) Маргарита Борисова, артист Саха театра Александр Борисов, артистка Театра юного зрителя Екатерина Хоютанова, Сайаана Никитина, Любовь Макарова, Светлана Сидорова и др.

- «Кыргыттар»  Сценарий Варвары Ивановой, режиссер-постановщик – Марина Барашкова, оператор-постановщик – Дмитрий Сергучев.  Количество серий – 16, хронометраж – 25 минут. Эфир – декабрь 2021 г.  В ролях: заслуженные артистки РС (Я) Ирина Никифорова, Мария Данилова, Зоя Попова, артистка ГТЭ Татьяна Андросова, Евдокия Семенова, артистка ТЮЗ Анна Флегонтова, Евгений Тоскин, Афанасий Колачев и др.
- 2022 г.

- «Мин таптыыр спутнигым»  Сценарист – Сардаана Сивцева – Даана Сард, режиссер-постановщик – Елена Эверстова, оператор-постановщик – Гаврил Дьячков.  Количество серий – 16, хронометраж – 38 мин. Эфир – сентябрь-октябрь 2022 г.  В ролях: Ольга Спиридонова- Ника,  Владимир Охлопков, Алдан Готовцев, Майя Слепцова, Анисья Колесова.

- «Күн кыыһа Күннэй» художественный фильм (продолжение сериала “Мин таптыыр спутнигым”)  Сценарист – Сардаана Сивцева – Даана Сард, режиссер-постановщик – Елена Эверстова, композитор – Илья Петухов, оператор-постановщик – Гаврил Дьячков, звукорежиссер – Данил Еремеев, продюсер – Марфа Пермякова.  Первый полнометражный художественный фильм, снятый полностью толко сотрудниками компании. Премьера – 27 октября 2022 г.  В ролях: Ольга Спиридонова- Ника,  Николай Пономарев, Александр Колмогоров, Феоктист Сысолятин, Күннэй Константинова, Мария Николаева, Владимир Охлопков.

- «Тумарык»  Сценарист – Евгения Давыдова, режиссер – Марина Платонова, оператор-постановщик – Дмитрий Сергучев.  Количество серий – 16, хронометраж – 38 мин. Эфир – декабрь 2022 г.  В ролях: Ульяна Лугинова, Петр Цыпандин, Любовь Макарова, Анастасия Иннокентьева, Эдуард Баланов.

- «Быстыбат ситим»   Сценарист – Октябрина Шестакова, режиссер-постановщик – Иван Никифоров, оператор-постановщик – Гаврил Дьячков.  Количество серий – 16, хронометраж – 25 минут. Эфир – январь-февраль 2023 г.  В ролях: Туйара Федорова, Мая Охлопкова, Байтыкан Батаакап, Клавдий Афанасьев.

- «Олох оҥочото»  Сценарист – Октябрина Шестакова, режиссер-постановщик – Марина Барашкова, оператор-постановщик – Дмитрий Сергучев.  Количество серий – 16, хронометраж – 38 минут. Эфир – февраль-март 2023 г.  В ролях: Петр Винокуров, Елизавета Потапова, Егор Ощепков, Венера Иннокентьева, Никита Соловьев, Елена Румянцева, Владимир Захаров и другие.  
2023 г.

- «Сайда тур, Сахам сирэ!»  Сценарист – Сардаана Сивцева-Даана Сард, режиссер-постановщик – Марина Платонова, оператор-постановщик – Дмитрий Сергучев.  Количество серий – 16, хронометраж – 38 минут. Эфир – октябрь  2023 г.  Сериал снят к юбилею якутского телевидения.

- «Харчы»  Сценарист – Евгения Давыдова, режиссер – Елена Эверстова.  Количество серий – 16, хронометраж – 38 минут. Эфир – ноябрь  2023 г.  В ролях: Андрей Соловьев, Сандра Жегусова, Владислав Иванов, Данил Осипов, Айталина Цыпандина-Винокурова, Екатерина Хоютанова, Анатолий Николаев, Маргарита Борисова.

- «Харчы. Иэстэбил» художественный фильм (продолжение сериала “Харчы”).  Сценарист – Евгения Давыдова, режиссер – Елена Эверстова, композитор – Илья Петухов, оператор-постановщик – Гаврил Дьячков, звукорежиссер – Данил Еремеев, художник- Мария Куницкая, продюсер – Марфа Пермякова.  Премьера – 7 декабря 2023 г.  В ролях: Андрей Соловьев, Николай Протасов,  Сандра Жегусова, Владислав Иванов, Данил Осипов, Анатолий Николаев, Маргарита Борисова, Лена Маркова.  
2024 г.

- «Эн эрэ»  Сценарист – Сардаана Сивцева-Даана Сард, режиссер-постановщик – Ольга Ушницкая.  Количество серий – 16, хронометраж – 38 минут. Эфир – январь-февраль  2024 г.  В ролях: Анастасия Петрова, Вераника Неустроева, Тускул егоров, Анастасия Филиппова, Екатерина Васильева, Туймаада Константинова, Дмитрий Федоров, Сергей Гаврильев и др.

- «Омоон суоллар»   Сценарист – Октябрина Шестакова, режиссер – Радомир Томский.  Количество серий – 16, хронометраж – 38 минут. Эфир – март 2024 г.  В ролях: Ньургун Черов, Туйара Эверстова, Федор Унаров, Клавдий Афанасьев, Ньургустаана Дмитриева, Максим Эверстов, Дмитрий Михайлов и др.

## Награды
В 2020 году коллектив НВК «Саха» стал победителем конкурса «ТЭФИ-Регион» в номинации «Телевидение и жизнь. Специальный проект» за освещение соревнования по национальному многоборью "Игры Дыгына".